# Sígfrid Gracia
Sígfrid Gracia fue un futbolista español que jugó en el F. C. Barcelona durante 14 temporadas (1952-1966) y fue internacional con la selección española. Nació en Gavá el 27 de marzo de 1932 y falleció en la misma localidad el 23 de mayo de 2005, a los 73 años de edad. Jugaba como lateral izquierdo de la defensa y destacó por ser un jugador sobrio, regular y constante.
Gracia se incorporó al F. C. Barcelona en la temporada 1952-1953, de la mano del entrenador Fernando Daucik. Jugó 14 años en el primer equipo del Barça, entre 1952 y 1966, con una media de 31 partidos jugados por temporada. Participó en un total de 525 partidos y marcó 21 goles, hasta su retirada al final de la campaña 1965-1966. Además, fue 10 veces internacional con la selección absoluta de España, con la que debutó en 1959 y jugó por última vez en el Mundial de Chile de 1962. 
Ocupa la 23 posición en la lista de jugadores que más veces han vestido la camiseta del F. C. Barcelona en partidos oficiales, tan solo por detrás de Migueli (548), Rexach (452), Amor (421), Segarra (402) y Rifé (401).
Coincidió en el conjunto catalán con jugadores como Basora, César, Kubala, Moreno y Manchón, con los que contribuyó a construir uno de los mejores equipos que ha tenido nunca el F. C. Barcelona. El equipo pasó a la historia como "El Barça de les Cinc Copes".
Con el F. C. Barcelona logró tres Ligas (1952-1953, 1958-1959 y 1959-1960), tres Copas de Ferias (1955-1958, 1958-1960 y 1965-1966), cuatro Copas de España (1952-1953, 1956-1957, 1958-1959 y 1962-1963) y una Copa Eva Duarte (1953). 
Su mayor decepción fue la derrota en la final de la Copa de Europa de 1961, jugada ante el SL Benfica portugués (3-2) en Berna (Suiza). 
Su partido de despedida y homenaje, compartido con Martí Vergés, se jugó el 12 de octubre de 1966 ante el Benfica (1-1). 

## Palmarés

### Torneos nacionales
| Título                     | Club         | País   | Año     |
| -------------------------- | ------------ | ------ | ------- |
| Primera División de España | FC Barcelona | España | 1953    |
| Copa del Generalísimo      | FC Barcelona | España | 1953    |
| Copa Eva Duarte            | FC Barcelona | España | 1953    |
| Copa del Generalísimo      | FC Barcelona | España | 1957    |
| Primera División de España | FC Barcelona | España | 1958-59 |
| Copa del Generalísimo      | FC Barcelona | España | 1958-59 |
| Primera División de España | FC Barcelona | España | 1959-60 |
| Copa del Generalísimo      | FC Barcelona | España | 1962-63 |

### Torneos internacionales
| Título         | Club            | Sede      | Año     |
| -------------- | --------------- | --------- | ------- |
| Copa de Ferias | F. C. Barcelona | Barcelona | 1955-58 |
| Copa de Ferias | F. C. Barcelona | Barcelona | 1958-60 |
| Copa de Ferias | F. C. Barcelona | Zaragoza  | 1965-66 |